# Pselaphochernes parvus
Pselaphochernes parvus är en spindeldjursart som beskrevs av Clarence Clayton Hoff 1945. Pselaphochernes parvus ingår i släktet Pselaphochernes och familjen blindklokrypare. Inga underarter finns listade i Catalogue of Life.